# Скляров, Игорь Евгеньевич
И́горь Евге́ньевич Скля́ров (31 августа 1966, Таганрог, РСФСР, СССР) — советский и российский футболист, играл на позициях защитника и полузащитника.

## Биография
Известен по выступлениям за футбольные клубы СКА из Ростова-на-Дону и «Динамо» из Москвы. Мастер спорта СССР с 1986 года, заслуженный мастер спорта СССР (29.03.1989).
После того как 4 апреля 1993 года в матче чемпионата России «КАМАЗ» (Набережные Челны) — «Динамо» (Москва) Скляров получил тяжёлую травму крестообразных связок колена, выйти на свой прежний уровень футболисту не удалось. В 1998 он вернулся в профессиональный футбол, без особого успеха выступал в клубах «Металлург» (Липецк) и «Спартак» (Рязань), после чего завершил свою игровую карьеру.
В высшей лиге чемпионата СССР сыграл 128 матчей, забил 2 мяча; в высшей лиге чемпионата России сыграл 30 матчей, забил 4 мяча.
В 2001 году вместе с супругой, чемпионкой мира по спортивной гимнастике Натальей Юрченко, Игорь Скляров уехал в США. Жил в Аллентауне, штат Пенсильвания, тренировал детей. Совладелец детской футбольной школы.
В 2009—2010 годах работал спортивным директором новосибирской «Сибири».

## Карьера в сборной
Сыграл 1 матч в составе сборной России:
- 17 февраля 1993. Товарищеский матч. Сальвадор — Россия 1:2. 90 минут, ; «Динамо» (Москва)

За олимпийскую сборную СССР в 1987—1988 годах сыграл 9 матчей.

## Достижения
- Олимпийский чемпион 1988 года
- Бронзовый призёр чемпионата СССР (1): 1990
- Бронзовый призёр чемпионата России (2): 1992, 1993
- В списке 33 лучших футболистов России (1): № 1 — 1992